# CBS Daytime
CBS Daytime é um bloco de programação da rede CBS, cujos principais competidores são o NBC Daytime e o ABC Daytime, das concorrentes NBC e ABC, respectivamente.

## História
O bloco de programação CBS Daytime surgiu na década de 1950, em um horário no qual não eram muito comuns as transmissões de grandes produções. Os principais programas da fase inicial do bloco foram soap operas como Search for Tomorrow, Love of Life,
 The Edge of Night, e também Guiding Light, que havia começado a ser transmitida na década de 1930 no rádio e agora podia ser assistida na televisão.
Ao contrário da NBC, que investia principalmente em telejornais e programas infantis como Today e Howdy Doody, respectivamente, a CBS focava-se nas soap operas e também em game shows e talk shows para a programação matutina. Entre os destaques estavam os programas Strike It Rich, The Jimmy Dean Show e Big Payoff. Muitos dos game shows da rede teriam seus formatos vendidos para outras emissoras ao redor do mundo.
Na década de 1960, o CBS Daytime continuava sua expansão e mantinha seu pioneirismo na criação de programas. Um dos exemplos das inovações concebidas no bloco foi o original programa Password, que depois de concluir sua trajetória no bloco foi exibido até mesmo no horário nobre de outras emissoras e se espalhou pelo mundo. Ao mesmo tempo em que mantinha sua originalidade na criação, a CBS hesitava em avançar no campo tecnológico, e apenas no final da década começou a exibir programas em cores, enquanto a NBC já o fazia desde 1960.
No final da década também se proliferaram as reprises de programas bem-sucedidos do horário nobre, incluindo Candid Camera, The Beverly Hillbillies, The Andy Griffith Show e The Dick Van Dyke Show, e o tempo de programação local foi reduzido, perfazendo apenas uma hora e meia das programações matutina e vespertina juntas.
Nos anos 70, a emissora continuava a ser líder no daytime, mas já era ameaçada por produções das concorrentes, especialmente da ABC, que focava cada vez mais no mercado jovem com as criações de Agnes Nixon (One Life to Live e All My Children). Em 1973 estreou The Young and the Restless, e muitas outras soap operas que estavam no ar desde os anos 50 foram canceladas, incluindo Love of Life e The Edge of Night, que encontrou um novo lar na ABC. Os game shows sumiram da programação do final da década, e The Price Is Right foi o único a continuar no ar.
Na década seguinte, a CBS perderia sua posição de proeminência no daytime, com a queda nos índices de As the World Turns, Search for Tomorrow e Guiding Light. A ABC assumiria a posição de destaque nas tardes com General Hospital e a NBC dominaria as manhãs com o Today. A esperança maior eram os índices de The Young and the Restless, que manteve sua audiência fiel durante toda sua trajetória e ainda conseguiu fazer com que The Bold and the Beautiful estreasse na frente de muitos outros programas em 1986. Em 1987, a emissora finalmente reconquistaria sua posição de destaque nas tardes, baseada principalmente na queda da NBC no período.
Durante os anos 90, a posição conquistada no final da década passada se mantinha, e o bloco de programação permaneceu estável e estático por quase toda a década, exceto por uma maior liberalização para que as afiliadas pudessem decidir suas grades de programação pelas manhãs (o que acabou com a faixa de game shows) e a substituição do CBS This Morning pelo The Early Show em 2 de Novembro de 1999.
Nos anos 2000, a grade de programação tornou-se mais estática ainda, e é a mesma até hoje. O carro-chefe da programação ainda é The Young and the Restless, que é o programa mais bem-sucedido na audiência, embora As the World Turns tenha vivenciado um período de renascimento em 2007, com a polêmica storyline que envolvia o personagem Luke Snyder, interpretado por Van Hansis.

## Programas extintos
| - The Brighter Day (1954-1962) - Capitol (1982-1987) - The Clear Horizon (1960-1962) - The Edge of Night (1956-1975, movido para a ABC) - The Egg and I (1951-1952) - The First Hundred Years (1950-1952) - Full Circle (1960-1961) - Hotel Cosmopolitan (1957-1958) - Love Is A Many Splendored Thing (1967-1973) - Love of Life (1951-1980) - Portia Faces Life (1954-1955; depois se tornaria The Inner Flame 1955) - The Road of Life (1954-1955) - Search For Tomorrow (1951-1982, movido para a NBC) - The Secret Storm (1954-1974) - The Seeking Heart (1954-1955) - Valiant Lady (1953-1957) - Where The Heart Is (1969-1973) - Woman with a Past (1954) | - The $10,000 Pyramid (1973-1974, movido para a ABC) - The $25,000 Pyramid (1982-1988) - The Amateur's Guide to Love (1972) - Beat the Clock (1957-1958, 1979-1980) - Blackout (1988) - Body Language (1984-1986) - Card Sharks (1986-1989, previamente na NBC, posteriormente sindicado) - Child's Play (1982-1983) - Family Feud (1988-1993, previamente na ABC, também sindicado) - For Love or Money (1958-1959) - Gambit (1972-1976, posteriormente movido para a NBC) - Give-n-Take (1975) - Hollywood's Talking (1973) - The Joker's Wild (1972-1975, posteriormente sindicado) - Match Game '73-'79 (1973-1979, previamente e posteriormente na NBC) - Musical Chairs (1974) - Now You See It (1974-1975 e 1989) - Pass the Buck (1978) - Password (1961-1967, movido para ABC e NBC) - Press Your Luck (1983-1986) - Spin-Off (1975) - Tattletales (1974-1978 e 1982-1984, posteriormente sindicado) - Tic Tac Dough (1978, previamente na NBC, posteriormente sindicado) - To Tell the Truth (1962-1968 daytime, movido para a NBC e posteriormente sindicado) - Wheel of Fortune (1989-1991, previamente e posteriormente na NBC, também sindicado) - Whew! (1979-1980) |